# Průmysl v Plzni do druhé světové války
Průmysl v Plzni začal vznikat okolo poloviny 19. století a do druhé světové války se vyvíjel bez výrazných zásahů státu.

## Výchozí stav
Ještě v první polovině 19. století byly České země stále organizované podle tradičního feudálního řádu. Ačkoli byla v této době v Evropě průmyslová revoluce již v plném proudu a rostlo využívání železa a oceli, České země z velké části používaly pro výrobu strojů, dopravních prostředků a samotné energie výhradně dřevo. I Plzeň v 50. letech 19. století měla stále ještě spíše řemeslnicko-zemědělský charakter než industriální.

## Zbourání hradeb a výstavba železnice
Podnikaví měšťané a obchodníci si však jako první začali všímat průmyslového vývoje v cizině, především v západní Evropě, a na jejich popud se z Plzně postupně stalo moderní město. Hlavním iniciátorem této přestavby byl purkmistr Martin Kopecký, který chtěl Plzeň znovu přestavět na ryze moderní a obchodně-průmyslové centrum.:11–15 Klíčovým rokem modernizace Plzně byl rok 1846, kdy byly zbourány středověké městské hradby, čímž se Plzeň symbolicky i fakticky otevřela novému světu obchodu a podnikání.
Důležitým pro rozmach plzeňského průmyslu byla výstavba železnice. Iniciativa k vytvoření společnosti ke stavbě a provozování České západní dráhy, která měla Plzeň spojit na východ s Prahou a západním směrem s rakousko-bavorskou hranicí byla posledním podnikatelským činem Hermanna Dietricha Lindheima, původem slezského majitele textilních továren. Se svými společníky měl na výstavbě železnice především osobní zájem, neboť by umožnila propojení roztroušených hutních závodů s hlavním závodem, kterým byla Vojtěšská huť v Kladně. Západní dráha napojila Plzeň (1961) a její okolí na důležitá hospodářská a kulturní centra v habsburské monarchii a propojila hospodářská ohniska v samotných západních Čechách.

## Nástup průmyslové revoluce
Za počátek nástupu průmyslové revoluce a přechodu od manufakturní výroby k továrnímu průmyslu na Plzeňsku lze považovat polovinu 50. let 19. století, konkrétně roky 1853–1854. Tradičním průmyslem plzeňské oblasti bylo sklářství, textilní výroba a potravinářství. Důležitý aspekt na Plzeňsku hrálo hornictví, především důležitá byla těžba v uhelných dolech. Zároveň se objevil průmysl chemický jakožto nové odvětví a ve výrobě se postupně stávalo zcela běžné používání parního stroje. Dělnická třída byla v těchto počátcích neorganizovaná a roztříštěná, konsolidovat se začala až s koncem průmyslové revoluce v 70. letech 19. století.
Druhá polovina 19. století se už nesla ve znamení strojírenského pokroku a výraznějšího využívání kovů, především díky zdokonalení technologií železa a olova. V západních Čechách bylo díky tomu založeno několik strojíren, hutních továren a železáren. Vedle Waldsteinské, později Škodovské strojírny, která byla v rámci Rakouska–Uherska nejvýznamnější, lze připomenout ještě Státní montánní podniky v Padrti, železárny města Plzně v Horomyslicích u Dýšiny, železárny hraběte Zdenka Šternberka v Darové, železárny v Břasích, Rokycanech, Klabavě nebo Plasích.:18
Modernizačním procesem prošlo v 19. století také pivovarnictví, tedy další výrobní odvětví, které Plzeň proslavilo po celém světě. Roku 1839 požádali pivovarničtí měšťané plzeňský magistrát o povolení přestavby pivovaru, aby se pivo nemuselo dále vyrábět zastaralou metodou kvašení shora. Nové plzeňské pivo si získalo rychle oblibu za hranicemi Plzně i samotné habsburské monarchie a do konce 19. století se nadále rozvíjela jeho výroba.
Nadcházející 20. století s sebou na začátku přineslo politické zápolení světových velmocí o rozšíření sfér vlivu a v pozadí těchto zápletek se také projevil sílící boj o světové trhy, průmyslové suroviny a o levnou pracovní sílu. V neposlední řadě rostly přípravy evropských mocností k válečnému střetu. Evropské hospodářství se nacházelo v dlouhodobé krizi způsobené nerovnoměrným rozvojem jednotlivých států.:157 Ekonomika habsburské monarchie nedokázala držet krok s vyspělejšími státy té doby a řadila se tím na druhořadou pozici. Neplatilo to však jednoznačně pro celé Rakousko–Uhersko. Především v zemích Předlitavska se hospodářství rozvíjelo velmi výrazně. Objevovala se těžká chemie a do výrobních procesů začala vstupovat věda.
Za první republiky byly vedle Škodových závodu hlavními podniky Plzně pivovary, železniční dílny a papírna. Ve 20. letech 20. století se ve městě rozvíjelo také průmyslové školství. Koncem 20. let vrcholila v západních Čechách, včetně Plzně, všeobecná konjunktura. Průmyslová výroba tehdy překročila válečnou úroveň o více než 40 %. Ovšem tento rozvoj skončil v roce 1929 v důsledku Velké hospodářské krize, kdy utrpěl především lehký spotřební průmysl.
Zároveň se však stupňovalo nebezpečí, které pro ČSR představoval Adolf Hitler a Třetí říše, což vyvrcholilo podepsáním Mnichovské dohody dne 29. září 1938. Připojení Sudet k Německu znamenalo pro ČSR citelnou ztrátu území s bohatými surovinovými i průmyslovými zdroji. Zvláště Plzeňané se obtížně smiřovali s novou blízkou československo-německou hranicí, kdy byla např. v Borském parku na břehu Radbuzy zřízena německá celnice. Tato hranice existovala do 15. března 1939, kdy začala další etapa německé okupace Československa a v ranních hodinách dorazily wehrmacht a okupační úřady do města.

### Škodovy závody
Škodovy závody nebo též jen Škodovka jakožto budoucí metalurgický a strojírenský kolos začaly být budovány v roce 1859 na základech Waldsteinovy strojírny. Roku 1869 nový ředitel Ing. Emil Škoda odkoupil továrnu na stroje a začal tak éru rozkvětu továrny Škoda. Ve Škodovce postupně přibyla slévárna železa a jiných kovů, strojírenská hala, nová kovárna a ocelárna. Napojením koncernu na železnici bylo umožněno posílání odlitků těžkých kovů i za hranice Rakousko–Uherské monarchie. Škodovy závody v průběhu 2. poloviny 19. století prosperovaly, a to i bez ohledu na krach vídeňské burzy v 70. letech.
Krize evropského hospodářství se ve strojírenství projevila i v podnicích Předlitavska v důsledku velké domácí i zahraniční konkurence. Postiženy byly také Škodovy závody, které byly nuceny k masivnímu propuštění zaměstnanců a snižování mezd, což vedlo k řadě stávek. Vypuknutí první světové války v létě 1914 znamenalo pro plzeňské strojírenství dobu rozmachu a konjunktury. Škodovy závody dodávaly zemím Trojspolku kvalitní válečný arzenál a prakticky kompletně vyzbrojily rakouskou armádu.:291–310 Škodovy závody se tak staly pojmem v lokálním i celosvětovém průmyslu. Mohly se tak rovnat podobným velkým podnikům ve strojním odvětví jako například firmě Krupp v Německu.
Po skončení války se však situace pro Škodovku změnila, jelikož se tento zbrojní magnát najednou ocitl bez odbytiště zboží a výrobního programu. Navíc habsburská monarchie přestala existovat, což znamenalo, že už nebyl nikdo, kdo by doplatil objednávky vzniklé ještě za války. V meziválečném období se Škodovka díky přílivu francouzského kapitálu roku 1919 mohla přeorientovat na mírovou výrobu, kterou zastupovaly parní lokomotivy, např. rychlíková lokomotiva 387.0, nebo po fúzi se společností Laurin & Klement automobily z pásové výroby. Závod se však nakonec zkonsolidoval a dokázal najít nová odbytiště, čímž si opět ve 20. letech 20. století získal své někdejší renomé. Hlavními odbytišti pro škodovácké výrobky byly země v celé Evropě, na Dálném východě nebo v Jižní Americe. Doba mezi světovými válkami pro Škodovy závody znamenala dosud největší rozsah výroby mnohatunových výkovků.

### Pivovarnictví v Plzni
Mezinárodního věhlasu se Plzni dostalo i díky zdejším pivovarům, jež jsou dodnes s Plzní neodmyslitelně spjaty. Už v době založení města králem Václavem II. ve 13. století bylo městu uděleno dědičné právo várečné. Ovšem světovou pivní metropolí se Plzeň stala až v druhé polovině 19. století, kdy zde byl vystavěn Měšťanský pivovar, později známý jako Plzeňský Prazdroj. Důvodem byl konkurenční boj s jinými českými, ale i bavorskými městy. Pro vzrůstající oblibu byla pivovaru postupně rozšiřována rozloha i výroba pod vlivem neustálé modernizace. Významným datem byl rok 1861, kdy zavedení železnice do města, s níž byl pivovar později přímo propojen, znamenalo pro pivovar možnost nebývalé expanze daleko za hranice Českých zemích. Na podzim 1970 zahájil provoz konkurenční První plzeňský akciový pivovar, později zvaný Gambrinus. Modernizace a rozšiřování Prazdroje pokračovalo i přes několik požárů prakticky až do vypuknutí první světové války. Před válkou se plzeňské pivovarnictví stabilizovalo a všechny plzeňské pivovary prosperovaly.
První světová válka však pivovarnictví těžce zasáhla zastavením investic i nedostatkem neželezných kovů potřebných pro výrobu podstatné části pivovarského zařízení. V Gambrinus byli ubytováni vojáci, ve výrobě chyběli pracující, koně byli konfiskováni pro válečné účely. Problematická byla libovolná doprava, potíže provázely telefonické i telegrafní spojení. Zastavil se vývoz piva do zahraničí a postupující nedostatek surovin téměř zastavil i samotnou výrobu. Na konci války se vařilo jednostupňové pivo z náhražek a technologické prvky se vyráběly ze železa.
Poválečný rozpad Rakouska-Uherska mělo negativní vliv na export Prazdroje, protože zanikly bezcelní celky zvýhodňující prodej piva. Situace se po válce začala opět zlepšovat až ve druhé polovině 20. let 20. století. Nárůst investic a rozšiřování dočasně přerušila Velká hospodářská krize. Výroba v roce 1934 odpovídala 57 % předkrizového objemu výroby v roce 1929. Přesto v této době proběhla fúze Prazdroje s Priorem a později s akciovým pivovarem, která byla dokončena v roce 1933. Akciový pivovar se po sloučení zaměřil na produkci slabších piv včetně tzv. desítky. Prazdroj do začátku druhé světové války nedokázal získat ztracená odbytiště z doby před první světovou válkou.

### Jakub Hoffe - Továrna na železný nábytek a dětské vozíky
Jakub Hoffe (německy Jakob Hoffe) založil v roce 1873 nejprve zámečnickou dílnu a později rozšířil výrobu o dětské vozíky. Od roku 1893 si nechal firmu zapsat do obchodního rejstříku (f. jedn., zaps. 24./2. 1893) pod názvem „Jakob Hoffe, továrna na železný nábytek a dětské vozíky, jakož i výroba zboží zámečnického v Plzni” (Jakob Hoffe, Eisenmöbel- und Kinderwagen-Fabrik in Pilsen). Přestavbu domu s dílnou navrhl architekt Rudolf Štech. Jakub Hoffe byl dvakrát ženatý (1. manželka Johanna Hoffe, 2. manželka Anna Hoffe) a v roce 1899 zemřel.
Podnik zdědili synové z prvního manželství Emanuel a Jindřich (Heinrich), který zemřel v roce 1912. Podnik pak vedl ing. Emanuel Hoffe. V roce 1913 se Emanuel Hoffe, c. k. nadporučík v záloze, zasnoubil s Růženou Schulhof (* 2. prosince 1894 Brtnice, osvobozena v KT Terezín), dcerou obuvnického továrníka Ignáce Schulhofa z Brtnice. Po svatbě nechal Emanuel podnik rozšířit o dům č. 24 a podnik zmodernizoval. Rodičům Jakubovi a Růženě Hoffe se narodila 13. května 1914 dcera Ruth (MUDr. Ruth Edith Hoffe, † kolem 30. říjen 1944 KT Oswiecim). Kromě kovového nábytku a moderních dětských kočárků vyráběl dětské postýlky, zavedl též výrobu vozových brzd. Na konci 20. století zaměstnával kolem 150 zaměstnanců a v době zvýšené výroby až 250. 
V novém Československu firma nesla název Jakub Hoffe, továrna na železný nábytek, dětské vozíky a dřevěné zboží v Plzni (Kolárova ulice čp. 420). V roce 1933 Jakub Hoffe zemřel a firmu vedla ovdovělá Růžena Hoffe. Podnik byl v roce 1940 arizován a továrnu převzal Němec Johann Heinrich (Johann Heinrich, vormals Hoffe, Metallmöbel, Kinderwagen- und Holzwarenfabrik, Pilsen). Ten ale již v roce 1942 zemřel a podnik vedla jeho dcera Emma Kuhn. Dcera Ruth Hoffe, lékařka a členka komunistické strany, pracovala v té době už jako referentka na oddělení sociální péče Židovské náboženské obce v Praze a vedla zde mimo jiné tajný fond darovaných peněz, z nějž vyplácela finanční prostředky židovským občanům v těžké životní situaci. V lednu 1943 byla zařazena do transportu do koncentračního tábora v Terezíně, 28. října 1944 byla odtransportována do KT Auschwitz, kde kolem 30. října 1944 zahynula.
Po válce byl závod v Plzni dán nejprve pod národní správu a po znárodnění v roce 1948 byl začleněn pod národní podnik Radovan se sídlem v Mělníce, v 50. letech tvořil jeden z pobočných závodů Továrny dětských vozidel n.p. Duchcov. Továrna byla nakonec zrušena a využívána různými podniky jako sklady. Růžena Hoffe, která se dožila osvobození KT Terezín, se po návratu v Plzni pokoušela o znovuzaložení ženského židovského spolku, což bylo úřady v roce 1946 zamítnuto. Žila a pracovala v Karlových Varech v Domě odpočinku pro přestárlé osoby židovského původu. Během StB „akce DANA” byla Růžena Hoffe zatčena a vyšetřována pro důvodné podezření ze spolupráce s velvyslanectvím Státu Izraele v Praze, které zajišťovalo sociální podpory občanům židovského původu.

### Továrna Vojtěcha Šípa
V roce 1874 založil Vojtěch Šíp zámečnickou dílnu, která dodávala zámečnické výrobky pro stavby. Firma V. Šíp (Plzeň I-Roudná, ulice Pod Všemi svatými 17) se proslavila železným nábytkem a výrobou kočárků. V roce 1893 V. Šíp přikoupil pozemky, na rohové parcele do Malické ulice si postavil dvoupatrový obytný dům. Současně postavil tovární halu, v Saské ulici sklad a prodejnu. Od 30. let se prodejna nacházela v budově „Adrie” na Klatovské třídě a začala používat obchodní značku „Start”. Továrna byla v provozu po celou dobu protektorátu. Po znárodnění byla nejprve díky výrobě kočárků přiřazena pod národní podnik Radovan v Mělníce. Na podzim 1948 již byla zahájena adaptace továrních budov pro Závody léčebné mechaniky, n.p., závod „Elzet” Plzeň. V roce 1951 byl název pozměněn na národní podnik „Chirana”. V roce 1955 převzal tovární objekty národní podnik „Kovoprav”, městský průmyslový podnik v Plzni (od r. 1962 Kovopodnik). V továrně se opravovaly lékařské nástroje, nalézala se zde chromovna, opravna hydraulických zvedáků, výrobna drátěného pletiva.

### Ferronne, továrna na kovové zboží na kovové zboží a kočárky
Bývalý mlýn v Božkově zakoupil v 80. letech 19. století František Žaloudek a v roce 1920 získala mlýn firma Gross a spol., společnost pro tovární výrobu kovového zboží a dětských vozíků, Božkov u Plzně (Gross & Comp., Metallwaren- und Kinderwagenfabriksgesellschaft, Bozkow bei Pilsen), jejímž spolumajitelem se stal Robert Kestřánek (rodiče cukrář Robert Kestřánek a Anna, rozená Wellnerová), který se oženil s dceru F. Žaloudka Bohumilou (* 8. listopad 1880 Plzeň). Robert Kestřánek založil v roce 1926 firmu „Ferronne”, továrnu na kovové zboží (Ferronne Ges. m. b. H., Plzeň), která vyráběla ve 30. letech kočárky a kovový nábytek. Tehdy padesátiletý továrník byl členem národní demokratické strany. V období protektorátu působila firma pod názvem „Ferronne, továrna na kovové zboží, s.r.o. Božkov u Plzně”. V roce 1948 byla znárodněna a zařazena do národního podniku „Radovan” Mělník. Z továrny Ferrone bylo nakonec vybudováno zaškolovací středisko národního podniku „Závody V. I. Lenina Plzeň” (1981-90 Škoda, k. p., Plzeň).